# Annectocyma arcuata
Annectocyma arcuata is een mosdiertjessoort uit de familie van de Annectocymidae. De wetenschappelijke naam van de soort is, als Diaperoecia arcuata, voor het eerst geldig gepubliceerd in 1976 door Jean-Georges Harmelin.